# Čukote
Čukote (cyr. Чукоте) – wieś w Serbii, w okręgu raskim, w gminie Tutin. W 2011 roku liczyła 123 mieszkańców.